# Rotraut (Künstlerin)
Rotraut (* 27. November 1938 in Rerik, Mecklenburg), geborene Rotraut Uecker, eigentlich Rotraut Klein-Moquay, ist eine deutsch-französische Künstlerin. Sie ist die Schwester von Günther Uecker und die Witwe von Yves Klein.

## Leben und Werk
Rotraut Uecker verließ im Alter von 17 Jahren die DDR mit Hilfe ihres älteren Bruders Günther, der sie 1955 aus Groß Schwansee nach Düsseldorf holte, wo er lebte und arbeitete.
Im Sommer 1957 wohnte Rotraut Uecker mit ihrer Freundin, der Belgierin Elena Palumbo-Mosca, im Haus des Künstlers Arman in Nizza, wo sie als Au-pair-Mädchen arbeitete. Dort lernte Yves Klein die beiden jungen Frauen kennen. Rotraut hatte das monochrome Werk Kleins erstmals auf der am 31. Mai 1957 eröffneten Ausstellung „Yves, Propositions monochromes“ in der Düsseldorfer Galerie Schmela gesehen. In den folgenden Jahren wurde sie Yves Kleins Lebensgefährtin und engste Mitarbeiterin bei seinen Aktionen. Elena wurde ein wichtiges Modell beim Anfertigen seiner Anthropometrien.
Rotraut stellte zum ersten Mal 1959 in einer Galerie in London eigene Werke aus, Materialreliefs und Drucke. Ab 1960 widmete sie sich, Yves Klein folgend, Fußspuren und anderen Körperabnahmen. Neben Arbeiten auf der Grundlage von Gips und Leim fertigte Rotraut auch keramische Skulpturen an und verwendete Materialien wie Marmor, Metall, Holz, Stein, Bronze, Stahl und Kunststoff in ihren Arbeiten. Im April 1961 flogen Rotraut und Yves aus Anlass von Kleins Ausstellung Le Monochrome bei Leo Castelli nach New York und stiegen für zwei Monate im Chelsea Hotel in Manhattan ab.
Am 21. Januar 1962 heirateten Rotraut Uecker und Yves Klein in Paris. Auf Wunsch Yves Kleins, der sich im Mai 1960 ein von ihm geschaffenes Ultramarinblau als „International Klein Blue (IKB)“ hatte patentieren lassen, trug die Braut eine blaue Tiara, und auf dem Empfang wurde ein blauer Cocktail serviert.  Er selbst „[…] erschien im Kostüm eines Ritters des Hl. Sebastian mit Umhang und Federhut.“ Das Brautpaar zog zu den Klängen einer von Klein überarbeiteten Fassung seiner Symphonie Monoton Silence ein. Am Hochzeitstag hatte das Paar nicht viel Zeit für sich, denn am selben Tag begleitete Rotraut ihren Mann in das Musée d’Art Moderne, wo er in einer Performance mit Niki de Saint Phalle, Jacques de la Villeglé und François Dufrêne in einem Saal die dort ausgestellten Arbeiten entfernte, um einen Raum der Leere zu schaffen.
Klein verstarb bereits wenige Monate nach der Hochzeit am 6. Juni desselben Jahres im Alter von 34 Jahren. Der gemeinsame Sohn, Yves Armand Marie, wurde am 6. August 1962 geboren und später unter dem Namen Yves Amu Klein als Künstler bekannt.
Im Jahr 1968 heiratete Rotraut den Fotografen und Designer Daniel Moquay, mit dem sie drei Kinder bekam und 1982 in die Vereinigten Staaten ging. Rotraut lebt und arbeitet heute in Phoenix (Arizona).

## Ausstellungen
- 1959/60: New Vision Centre Gallery, London
- 1964: Rotraut, Galerie Amstel, Amsterdam
- 1975: Rotraut Klein-Moquay. Sonnenbilder, Kaiser-Wilhelm-Museum, Krefeld
- 1977: À Propos de Nice, Centre Georges Pompidou, Paris
- 1990: Rotraut, The Desert Vision, Riva Yares Gallery, Scottsdale
- 2009: Yves Klein & Rotraut,  Museo d’Arte Moderna, Lugano